# جی‌پی‌کیسم
جی‌پی‌کیسم (به انگلیسی: GPKISM) گروهٔ موسیقی گوتیک راک/اینداستریال بود که در سال ۲۰۰۷ به‌وجود آمد.